# Phodopus sungorus
Il criceto siberiano (Phodopus sungorus Pallas, 1773) è un roditore della famiglia dei Cricetidi. Come il criceto russo/Campbell e il criceto di Roborovski è un criceto nano.

## Descrizione
Si tratta di una specie di piccole dimensioni (circa 8–10 cm) che pesa dai 30 ai 60 grammi.
Il criceto siberiano presenta la particolarità di subire un cambiamento nella colorazione del manto durante i mesi più freddi (in cattivita questo cambiamento potrebbe non esserci): questo avvenimento è stimolato dall'accorciamento delle ore di luce e dalla variazione di temperatura, che diventa più rigida; è un fenomeno derivato da una selezione naturale negli anni che permette a questi animali di essere meglio mimetizzati nella neve e quindi meno notati dai numerosi predatori che attentano alle loro vite.
Questa specie può presentare cinque diverse colorazioni:
- colorazione standard, con manto grigio scuro o marrone su dorso, solcato da una striscia più scura in corrispondenza della spina dorsale, ventre bianco, occhi scuri;
- colorazione sapphire, con mantello dalle colorazioni grigio-azzurre, striscia dorsale appena marcata, ventre bianco e occhi scuri;
- colorazione pearl, dal dorso pressoché bianco con ventre sempre del medesimo colore, striscia dorsale grigio scura e occhi scuri;
- colorazione champagne con striscia dorsale appena marcata, ventre chiaro e occhi scuri;
- colorazione biondo/grigio con striscia dorsale scura, ventre chiaro e occhi scuri.

Come tutti i criceti, presenta la particolarità di presentare due tasche guanciali atte ad immagazzinare il cibo e trasportarlo nella tana sotterranea che crea scavando una rete di cunicoli o nel nido che costruiscono con il materiale a disposizione; esse fungono anche da mezzo di trasporto temporaneo dei nascituri. La principale attività svolta dal criceto siberiano durante la sua attività notturna (per la quasi totalità delle ore di luce riposa nella tana) è proprio la ricerca del cibo per il quale compie notevoli spostamenti. Ovviamente, se cresciuto in cattività, cambia le sue abitudini e spesso è reattivo durante la giornata. In estate predilige le lunghe dormite diurne e le "corse" notturne.
Il criceto siberiano è un animale molto territoriale. Possiede, come il criceto di Campbell, una ghiandola sul ventre che rilascia sostanze utili a marcare il territorio.

## Differenze col criceto russo o di Campbell
Il criceto russo (Phodopus Campbelli) nella sua colorazione originale, "selvatica", è simile al criceto siberiano, tanto che solo un esperto riesce a differenziarli (tranne quando il criceto è nella sua colorazione invernale, bianca). Il criceto russo ha una testa più corta e gli occhi sono equidistanti da orecchie e naso; il suo naso è più largo. Il criceto siberiano ha orecchie più piccole, il musetto più convesso e gli occhi sono più vicini alle orecchie che al naso. Il siberiano può raggiungere una taglia maggiore e ha la striscia dorsale più scura e il colore dei tre piccoli archi laterali più definito nel manto. Le zampette sono più pelose nel criceto siberiano e meno nel criceto russo. Come conseguenza all'allevamento domestico e nei negozi, in Italia esistono molti incroci tra criceti russi e siberiani, che hanno dato origine anche a nuove colorazioni del pelo.

## Riproduzione e durata della vita
Presenta un metabolismo, e quindi una crescita, molto veloce: raggiunge la maturità sessuale in un mese e mezzo-due mesi; la femmina, una volta fecondata nei 4 giorni del ciclo estrale, vive un periodo di gestazione di soli 18-25 giorni dopo i quali dà alla luce un numero di 4-6 (a volte fino anche a 9) cuccioli, che alla nascita sono privi di pelo e ciechi, svezzabili a 2 settimane.
Dopo la nascita dei piccoli il maschio solitamente si allontana dalla femmina per evitare liti che possono portare alla morte di un individuo della coppia o, molto probabilmente, dei piccoli, che vengono in alcuni casi uccisi dalla madre stessa. Questo comportamento, che per noi può risultare a primo acchito crudele, non è nuovo in natura e viene compiuto perché l'animale capisce di non riuscire a sostenere la crescita dei nascituri, sia per la mancanza di risorse, sia per stress subito.
L'alimentazione di questo animale è costituita principalmente da semi e piccoli insetti.
Vivono una media di 1,5-2,5 anni, seppur alcuni esemplari raggiungano anche i 3-4 anni di vita. Possono essere soggetti a ictus o sviluppare forme cancerogene: ai primi sintomi di anomalie è sempre meglio consultare un veterinario esperto in esotici.

## Distribuzione e habitat
È originario delle aree steppose e semi-desertiche del Kazakistan, della Siberia sud-orientale e della Chakassia (Russia).

## Corretta gestione in cattività
Le norme corrette per tenere con sé questo piccolo animaletto sono state diffuse tramite diversi canali dall'AIC, Associazione Italiana Criceti Onlus, fondata nel 2007. Tuttavia risultano purtroppo essere sconosciute nella maggior parte dei negozi di animali che vendono accessori non idonei. Uno degli errori più comuni trasmesso dai negozi riguarda lo spazio necessario per l'habitat domestico. Molte delle gabbie vendute possono essere usate solo come trasportini per viaggi temporanei. Le misure minime corrette della gabbia variano infatti a seconda della specie del criceto.
Per un criceto nano russo o Campbell, siberiano o Winter White le misure minime sono 75 cm per 45 cm di base; per i Roborovskij invece le misure minime sono 80 cm per 50 cm di base con ruota del diametro di almeno 20 cm senza spazi perché il criceto si potrebbe ferire anche mortalmente. Per un criceto dorato è necessaria una gabbia di dimensione minima 100 per 50 cm e una ruota del diametro di 28 cm, mai a grate, pericolose per le zampe del criceto. Tutti i criceti necessitano di una tana in cui potersi sentire al riparo e di un beverino a goccia pieno di acqua fresca.
Il cotone è mortale per i criceti perché pericoloso per le zampe, la bocca del criceto e potrebbe bloccare la circolazione. Anche il cotone venduto nei negozi appositamente per criceti è estremamente pericoloso e può rivelarsi letale. L'alimentazione deve prevedere cibo fresco (frutta 1 volta la settimana massimo e verdura (3 tipi diversi, 1 volta al giorno) e secco adatto al criceto, quindi un mix di semi che contenga almeno 10 varietà diverse, senza componenti industriali e zuccherini perché potrebbero renderlo anche sovrappeso.
I criceti necessitano di scavare, pertanto hanno bisogno di uno strato di lettiera alto 10 cm per i criceti nani e 20 cm per quelli dorati. La lettiera non deve essere profumata, possibilmente in canapa o truciolo di legno depolverizzato. La lettiera per gatti quindi non è assolutamente adatta. Con una vaschetta a disposizione piena di sabbia per cincillà i criceti potranno pulirsi il pelo perché non bisogna mai bagnare i criceti dato che potrebbero prendere alcune malattie mentre con tubi e ponti si divertiranno e regaleranno simpatici momenti ai loro padroni. I criceti non necessitano di vaccini ma hanno bisogno di una visita effettuata da un veterinario esperto in esotici per escludere parassiti che possono esser trasmessi anche all'uomo.